# Krzysztof Linkowski
Krzysztof Linkowski (* 16. Oktober 1949 in Gryfice) ist ein ehemaliger polnischer Mittelstreckenläufer, der sich auf die 800-Meter-Distanz spezialisiert hatte.
Er gewann drei Medaillen mit der polnischen Mannschaft bei den Leichtathletik-Halleneuropameisterschaften: Silber in der 4-mal-800-Meter-Staffel 1971 in Sofia und jeweils Bronze in der 4-mal-720-Meter-Staffel 1972 in Grenoble sowie 1973 in Rotterdam.
1973 wurde er polnischer Hallenmeister.

## Persönliche Bestzeiten
- 800 m: 1:46,7 min, 28. August 1974, Spała
- 1000 m: 2:18,8 min, 20. August 1974, Spała